# هاترتاون (کنتیکت)
هاترتاون (به انگلیسی: Hattertown) یک منطقهٔ مسکونی در ایالات متحده آمریکا است که تقریباً، در تقاطع. خانه پارک لاین. کسل میدو، هاترتاون و جاده بالرلو در نیوتاون، کنتیکت قرار دارد.